# Раковистый излом

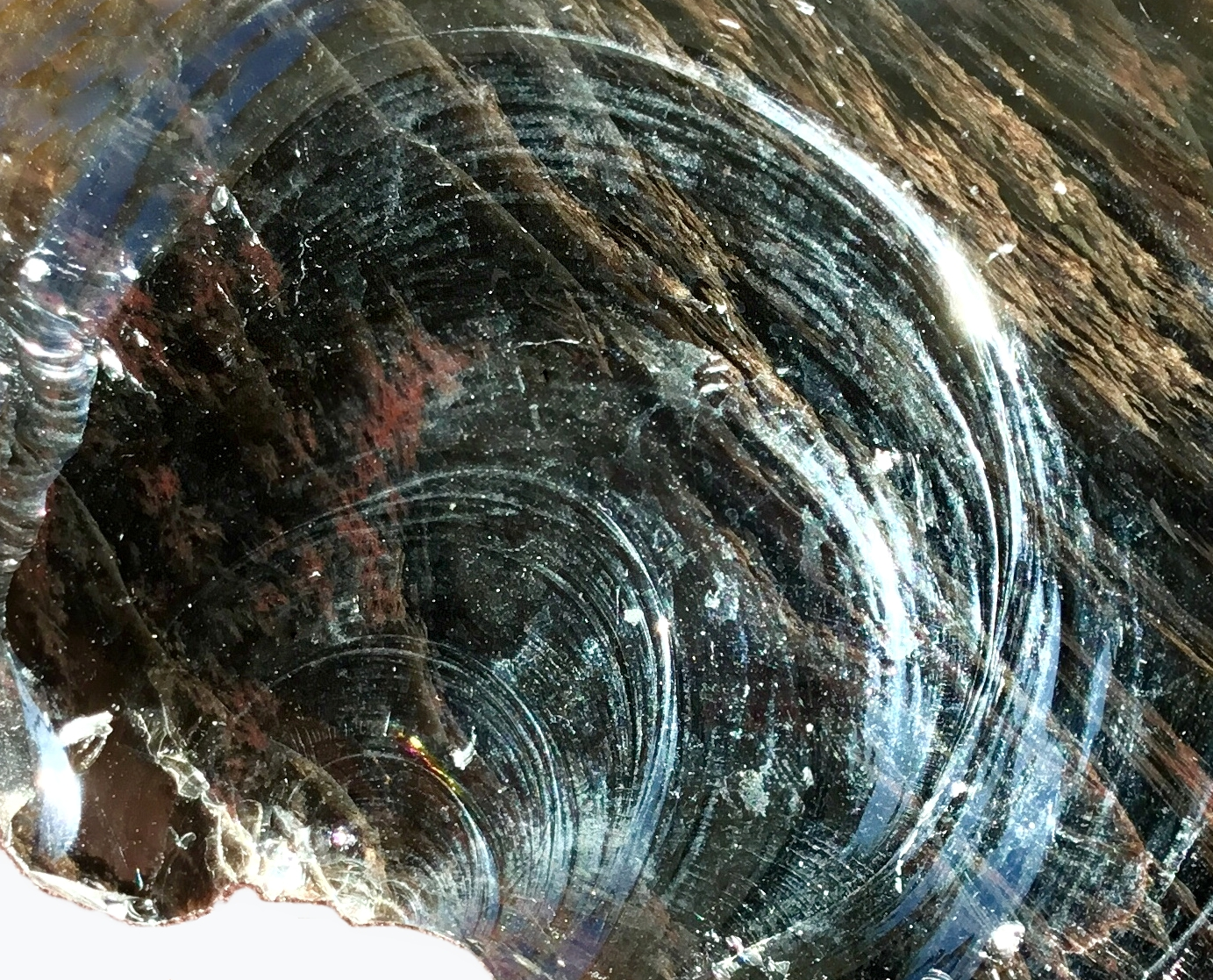
Раковистый излом, обсидиан

Ра́ковистый излом в геологии — излом, образующий форму поверхности, похожую на раковину двустворчатого моллюска. Образуется при раскалывании минералов или горных пород, обусловлен физическими свойствами и составом вещества.

## Описание
Раковистый излом имеет характерную форму мелких волн, расходящихся от места удара, и вогнутый профиль. Он похож на поверхность раковины с концентрически расходящимися рёбрами.
Раковистым изломом обладают материалы, содержащие (состоящие из):
- Кристаллические вещества: кварц, кремень, кварцит, яшма и другие мелкозернистые вещества.
- Аморфные вещества или аморфные тела: материалы из кремнезёма, такие как обсидиан и стекло.
- Пластичные вещества: некоторые самородные металлы, например, твёрдый галлий.

## Применение

### Геология
Излом и его форма — одна из важных характеристик минералов и горных пород, необходимая для их идентификации.
Возникает от механического воздействия, как правило, удара геологического молотка (Молоток) по хрупким материалам, которые ломаются в соответствии с естественной спайностью. В качестве меры предосторожности геологи используют защитные очки и прикрывают лицо рукой.

### Древние каменные орудия

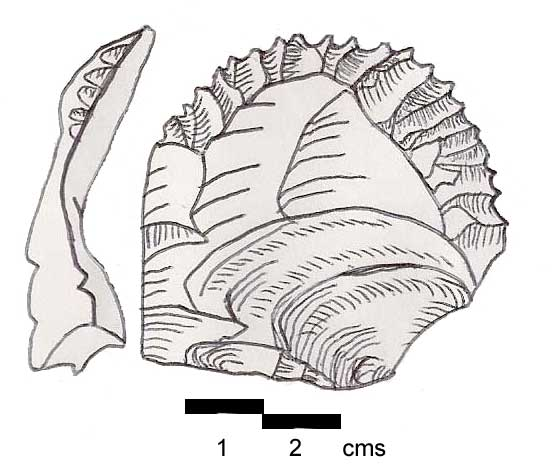
Каменное орудие, на всей поверхности которого выражен раковистый излом

Создание раковистого излома широко применялось в каменном веке для производства острых инструментов и каменных орудий (нож,
скребок и другие).

## Список литературы
1. ↑  Излом // Геологический словарь. Том. 1. М.: Госгеолтехиздат, 1960. С. 266.
2. ↑  Бетехтин А. Г. Спайность и излом // Минералогия. М.: Госгеолтехиздат, 1950. С. 96-99.